# Acacia crinita
Acacia crinita é uma espécie de leguminosa do gênero Acacia, pertencente à família Fabaceae.